# 石碇財神廟
石碇財神廟，又稱石碇五路財神廟，是一所位在臺灣新北市石碇區永定里的財神廟，庙中供奉玄壇真君等五路財神、虎爺、五營元帥等，由四川峨嵋山仙峰寺分香來臺。庙中亦提供「發財金」新臺幣二十元，供檀越商借，據說將此二十元用以做生意，或放置於錢包、撲滿、保險箱中，有增財納福的功效。
附設有忠孝淨明道寶殿，奉祀許真君、諶姆、太陽真君、太陰真君等。

## 廟史[1]
創辦人許昭男是一名淨明道法師，1991年的一夜，一個金身金面的金甲大神向其託夢，希望許昭男奉祀，自稱住在峨嵋山九老洞。
不久，許昭男到四川峨嵋山報國寺跟團旅遊，他乘機詢問九老洞事宜，報國寺人員告訴他，九老洞已經被封鎖。許昭男原本要放棄找尋，這時報國寺圖書館館長拿了一百多頁的《峨眉山誌》給許昭男看，許昭男隨意一翻，居然就翻到了「九老洞財神殿」。
許昭男受此鼓舞，邀請朋友脫隊，並雇用當地的挑夫繼續往山上尋找，來到了仙峰寺。九老洞是仙峰寺所轄，過去仙峰寺是道教財神廟，後改為佛寺，奉祀彌勒佛，許昭男又打算放棄，不過仙峰寺的人卻說，再往上走一段就是九老洞，許昭男於是攀援而上，終於走到了。
許昭男到達洞中時，一片漆黑，伸手不見五指，於是許昭男向神靈禱告：「財神爺，我既然已經來到這，是否能顯靈給我看？」居然出現一道白光，他趕緊順著白光的方向前進，竟然真的找到了一尊與人同高的神像，正是他夢中的金甲大神，即財神玄壇真君，該玄壇真君寶相為金身金面，與臺灣的黑面造型不同。
許昭男迎取分靈神像返臺祭拜。起初奉祀於新北市板橋的三十坪的鐵皮屋小廟內，後因靈感萬分，檀越捐地於石碇姑娘廟附近建廟奉祀，成為北臺灣知名財神廟。

## 軼事
許昭男聘人製作神像時，原本要依照一般說法，將「南路財神」的尊號寫為「招寶天尊」，南路財神卻託夢告知，祂的名字為「進寶天尊」，許昭男半信半疑，但還是照辦。而後在香港發現一份中國文革時被信士藏起來的文獻《財神求財寶籙》，才發覺真的有「進寶天尊」此一說法，甚感驚奇。
石碇財神廟柱子、金爐、裝飾等都是元寶的圖樣，搭配上黃澄澄的燈光照射，就彷彿置身在金碧輝煌的宮殿一般，

## 註腳
1. ↑  〈神蹟廟算3〉財神跨海來託夢　住持在山洞找到祂 （页面存档备份，存于），壹週刊，2018年04月21日
2. ↑  〈神蹟廟算4〉這個財神爺　名字超特別 （页面存档备份，存于），壹週刊，2018年04月21日
3. ↑  財運旺旺來！全台不可不知「8大財神廟」報你知 （页面存档备份，存于），newtalk，2019年02月05日